# رؤية كونية

رؤية كونية أو رؤية العالم مصطلح بدأ في الفلسفة الألمانية Weltanschauung ليدل على مفهوم أساسي مستخدم في هذه الفلسفة و نظرية المعرفة وتشير إلى طريقة «الإحساس وفهم العالم بأكمله» wide world perception.
بالتالي يمثل الإطار الذي يقوم من خلاله كل فرد برؤية، تفسير العالم المحيط والتفاعل معه ومع مكوناته.

## تاريخ المصطلح
يعد مفهوم «رؤية العالم» أحد المفاهيم الأساسية التي شاع استخدامها في البحوث والدراسات الأنثروبولوجية الثقافية في الولايات المتحدة الأمريكية في الخمسينيات من هذا القرن، إلا أن المفهوم عاد وآوي إلي الظل من جديد خلال عقدي الستينيات والسبعينيات، وهجره العلماء ليعودوا إليه من جديد يستعينون به في تحليل المواد الأثنوجرافية المتعلقة بوجه خاص بالدين والسحر وعالم الأرواح وتصور الكون لدي الجماعات المختلفة - في منحي استعماري- بهدف السيطرة علي مقدرات وثروات المجتمعات والشعوب التي وقفت في مرحلة متأخرة من التقدم العلمي والصناعي.

## شرح المصطلح
-ومصطلح الرؤية الكونية " هو ترجمة للمصطلح الألماني Weltanschauung ويقوم المفهوم في أساسه على دراسة مجموعة الأفكار التي يعتنقها أحد أفراد المجتمع عن ذاته هو وعن الآخرين وعن العالم الذي يعيش فيه مما يعني تحديد هذه الأفكار داخل الثقافة ذاتها وليس من خارجها كما هو الشأن في الدراسات الاثنوجرافية والأنثروبولوجية التقليدية. 
والعادة أن يشار إلى ذلك الفرد في دراسات رؤى العالم بكلمة «الشخص» أو الذات وعلى ذلك فإن استخدام المفهوم يقتضي إبراز الذات في مواجهة الكون بأسره وبكل مشتملاته ومكوناته.وبتعبير آخر أبسط فإن مفهوم «رؤية العالم» هي الطريقة التي ينظر بها شخص ما أو شعب ما الى الكون ككل والتي يرون من خلالها هذا الكون.
- من معاني الرؤية الكونية أنها عبارة عن (مجموعة من المعتقدات والنظرات الكونية المتناسقة حول الكون والإنسان بل وحول الوجود بصورة عامة). وعلى ضوء هذا المعنى، يمكن أن يعتبر النظام العقائدي والأصولي لكل دين هو رؤيته الشاملة.[1]

## مجال المصطلح
دارت بحوث رؤى العالم في معظمها حول محورين أساسيين هما 

### المحور الأول
هو إدراك الذات (self) لذاتهابكل مقوماتها الفيزيقية والذهنية والعاطفية والانفعالية، وعلاقتها بالآخرين من أعضاء الجماعة التي ينتمي إليها الشخص أو الذات وتحديد أوجه الشبه والاختلاف بينه وبين الآخرين من ناحية، وبين الآخرين بعضهم البعض من ناحية أخرى، وأسباب هذه التشابهات أو الاختلافات من وجهة نظره هو (وليس من وجهة نظر الباحث). 

### المحور الثاني
هو نظرة الشخص أو الذات موضوع الدراسة إلى نفسه من حيث هو جزء من الطبيعة مع إحساسه في الوقت نفسه بأنه يؤلف كيانا متميزا وقائما بذاته وخارجا عن هذه الطبيعة، وإن كان ذلك لا يمنع أن تكون له اهتمامات معينة وأفكار وآراء خاصة عنها وعن مظاهرها ومكوناتها، وأساليب محددة للتعبير عن هذه الآراء والأفكار والتصورات وتفسيرات لهذه المظاهر والظواهر الطبيعية والكونية قد تتفق مع الحقائق العلمية أو تختلف عنها اختلافا جذريا. 
وإلي جانب هذين المحورين الأساسيين تتطرق دراسات وبحوث «رؤى العالم» إلي العديد من الميادين والجوانب المكملة مثل إدراك الذات للكائنات والموجودات غير البشرية من نبات وحيوان وجماد والعلاقات القائمة بينها بعضها وبعض وبينها وبين الذات أو الشخص بما في ذلك الكائنات غير المحسوسة وغير المرئية والقوى الخفية وما إليها، كما تتطرق دراسات رؤى العالم أيضا إلي عنصري الزمان والمكان في حياة الشخص أو الناس وذلك علي اعتبار أن الكون كله له امتداد فيزيقي أو مكاني وامتداد زماني معين تختلف آراء الناس فيه.

## لماذا وجد المصطلح
إن الأساس الذي يقوم عليه مفهوم «رؤى العالم» في الفكر الألماني هو التمييز الذي يقيمه الفيلسوف الاجتماعي الألماني فيلهلم ديلتاى Wilhelm dilthey وغيره من المفكرين الألمان بين نوعين من (العلم) وهما: 
- العلم بالمعنى الدقيق للكلمة والذي يبحث عن القوانين ونعني بذلك العلم الطبيعي.
- العلم الذي يهتم بما هو فردي ويتبع منهجا وصفيا خالصا ونعني بذلك العلم الإنساني.

ويرجع هذا التمييز إلي اهتمام ديلتاي في المقام الأول بالعمليات الذهنية وبالفكر المجرد وهو ما يندرج تحت مقولة العلم الإنساني الذي يضم العلوم الاجتماعية والتاريخية.

## استخدام المصطلح
انتقل مفهوم «رؤية العالم» من ديلتاي الى علماء الأنثروبولوجيا الأمريكيين في أواخر القرن التاسع عشر، ومنذ ذلك الحين ارتبطت دراسات رؤى العالم ارتباطا قويا بالأنثروبولوجيا الأمريكية بينما ارتبط مفهوم البناء الاجتماعي والوظيفية الاجتماعية بالأنثروبولوجيا البريطانية مع وجود استثناءات علي كلا الجانبين..
دراسات رؤى العالم إذن تنتمي إلى مجال العلم الإنساني أو الدراسات الإنسانية وليس إلى مجال العلم الطبيعي سواء في النظرية أو المنهج أو أسلوب التفسير والتحليل كما أنها لا تهدف إلى الوصول إلى تعميمات كلية تكون لها صفة القانون العلمي مثلما تحاول الأنثروبولوجيا البنائية الوظيفة لدي بعض علمائها على الأقل، وإنما تهتم دراسات رؤى العالم بدلا من ذلك بمحاولة (الفهم) العميق لطبائع الأشياء أو داخلها. فالعلم بالمعنى الدقيق للكلمة – أي العلم الطبيعي – يدرس ظواهر الأشياء دون أن يهتم بداخلها إذ ليس للأشياء طبيعة (داخل) أو (باطن) وذلك بعكس الحال بالنسبة للإنسان الذي هو موضوع العلم الإنساني بالمعنى السابق ذكره والذي هو أيضا موضوع دراسات رؤى العالم الذي يمكن تطبيق مفهوم " رؤى العالم " عليه. ولذا فإن مفهوم " رؤى العالم " أو النظرة إلى العالم " يتعارض مع إمكانية تطبيق المنهج العلمي الذي لا يصلح للظواهر والأحداث والأفكار الإنسانية أو التاريخية. فالعلم الطبيعي لا يفعل سوى أن يشرح الظواهر والأحداث عن طريق ربطها بغيرها من الظواهر التي تتلاءم مع القوانين العامة التي لا تكشف لنا عن (الطبيعة الداخلية) لتلك الأشياء أو الظواهر التي يهتم بدراستها. 
مفهوم "رؤى العالم" أو النظرة إلى العالم " مفهوم أنثروبولوجي أصيل، وكل الدراسات حول رؤى العالم في أي مجتمع من المجتمعات التي درست من هذا المنطلق هي دراسات أنثروبولوجية تعتمد على مناهج البحث الأنثروبولوجي وأساليبه وتقاليده التي تطلب الإقامة الطويلة في المجتمع موضوع الدراسة، والاتصال الوثيق القائم على خلق علاقات حميمة Rapport مع الشخص أو الأشخاص الذين يركز الباحث عليهم بقصد الوصول في آخر الأمر إلى أنماط التفكير والقيم السائدة بين الناس في ذلك المجتمع

## تطور المصطلح
بالرغم من أن ديلتاى Dilthey قد صاغ مصطلح Weltanschuung الذي يعنى «رؤية العالم» World View إلا أن الفضل في ترشيح وتوضيح ذلك المصطلح أو التصور ونشره وتقديم تصورات أخرى مماثلة يرجع العلماء الاجتماع والانثروبولوجيا أمثال ماكس فيبر Maxwe
ولقد نجم عن التوسع في استخدام مفهوم «رؤية العالم أن ظهرت مصطلحات أخرى تتداخل معانيها ذلك المفهوم أو تستخدم نفس المعنى، ومن هذه المصطلحات» نظرة أو رؤية. Vision وصورة Image وتوجيه معرفي Cognitiveorientation، ورؤية معرفية Cognitiveview ومنظور رؤية العالم World view Perspective، ومبادئ متضمنة Implicit premises، وافتراضات أساسية Basic Assumptions وروح الثقافة Ethos وخرائط معرفية Cogntivie Maps ونحو ذلك.
ونقد الدراسة التحليلية التي قام بها ماكس فيبر لرؤى العالم عند أصحاب المذهب البروتستانتي دراسة رائدة في العلوم الاجتماعية. يرى فيبر أن رؤى العالم كان لها تأثير عميق ي تأسيس مبادئ أصحاب المذهب البروتستانتي في أوروبا في القرنين السادس عشر والسابع عشر. ورؤى العالم لدى أصحاب المذهب البروتستانتي والتابعين للمبادئ الكلفينية Calvinism تفسر الأمور الدنيوية من خلال مضمون ديني، وهي تفسر الكون أو الالم ككل طبقاً للأطر والمبادئ التالية: 
1. أن الكون قد خلقه إله متسام متعال
2. أن الكون له معنى فقط من خلال علاقته بإرادة الله.
3. النظرة للإنسان على أنه أداة أو وسيلة تتأسس بها إرادة الله على الأرض.
4. الناس لديهم قابلية لارتكاب المعاصي طالما هم منغمسون في الملذات الحسية الدنيوية
5. الإيمان بالقضاء والقدر واعتبار الخلاص منحة وعطاء من الله.

كما يرى فيبر أن سعي الفرد نحو الخلاص يعتمد بشكل أساسي على رؤيته للكون أو صورة العالم التي لديه، فالخلاص يكون له معنى فقط عندما يعبر عن صورة متعلقة ومتسقة عن العالم " وعندا يمثل " وقفة في مواجهة العالم".
ويرجع الفضل لروبرت ردفيلد Ropert Redfield في بلورة تصور أو مفهوم «رؤية العالم» وتحديد معناه وخصائصه، وهو يضع الإطار النظري العام لمكونات أو عناصر رؤى العالم وهي: 
1. الذات self وهي تعتبر محور رؤى العالم التي من خلالها يمكن ملاحظة العالم أو الكون.
2. غير الذات ويشمل هذا العنصر
  1. سائر البشر أو الآخرين من الناس
  2. غير البشر، ويشمل ذلك الطبيعة والله.
3. المكان
4. الزمان

يعتبر كليفورد جيرنر Clifford Geer. من علماء الأنثروبولوجيا الرمزية الذين أسهموا إسهاماً كبيراً سواء من خلال دراساتها أو من خلال تلاميذهم في تأصيل وتدعيم تصور «رؤية العالم». يميز جيرتز بين تصور «رؤية العالم» ومفهوم «روح الثقافة Ethos» فالمفهوم الأول يرتبط بالجوانب العرفية والوجودية، بينما المفهوم الثاني –روح الثقافة- يرتبط بالمكونات الأخلاقية والتقيمية والجمالية. 
واهتم جيرتز بدراسة التغيرات التاريخية التي تطرأ على رؤى العالم في المجتمعات الإنسانية واختص بالدراسة مجتمعين إسلاميين تعرضت رؤى العالم فيها لنوع من التغير. 
وذهب جيرتز إلى أن رؤى العالم التقليدية في كل من أندونيسيا والمغرب قد تحولت وتغيرت نتيجة للاحتكاك الثقافي والاتصال بالحضارة الغربية، وتقدم العالم أو رؤى العالم القائمة على التفسير العلمي، لقد تغيرت رؤى كالعالم في هذين المجتمعين وتحولت من الاعتقاد والإيمان بالوحي والإلهام والممارسات غير الواعية للمعتقدات والشعائر الدينية إلى الاتجاه نحو الاختيار والفحص والتقييم الفكري النقدي لتلك المعتقدات والممارسات، والنظر في أهميتها في حياة الناس.
كما أجريت دراسات عدة لسلوك المجتمعات متعددة ومتفاوتة المستويات الاقتصادية والعلمية والتقنية تستهدف البحث في تأثير رؤيتها للعالم على سلوكها وأفعاله، ولا زال المفهوم يمثل زخماً حقيقياً للعديد من الدراسات والبحوث التي يمكن إجراؤها حول معاني المستقبل